# Oops!フェアリーペアレンツ: ピカピカの願い
Oops!フェアリーペアレンツ: ピカピカの願い（ウープス フェアリーペアレンツ ピカピカのねがい、原題:The Fairly OddParents: A New Wish）は、アメリカ合衆国で2024年5月17日からニコロデオンで放送されているテレビアニメ。『Oops!フェアリーペアレンツ』の続編である。アシュリー・クリスタル・ヘアストンが開発し、ブッチ・ハートマンが製作総指揮を務めた。同年11月14日からはアメリカと海外（日本も含む）を中心にNetflixで配信される。

## あらすじ
ディマデルフィアという町へ両親とともに引っ越してきた少女ヘイゼル・ウェルズと、その隣に暮らす妖精の夫婦フェアリーペアレンツのドタバタを描く。

## キャスト
ヘイゼル
声 - アシュリー・クリスタル・ヘアストン / 廣田悠美（日本語吹き替え版）
コズモ
声 - ダラン・ノリス / 真殿光昭（日本語吹き替え版）
ワンダ
声 - スザンヌ・ブレークスリー / 夏樹リオ（日本語吹き替え版）
ヨルゲン・フォン・ストラングル
声 - ダラン・ノリス / 不明（日本語吹き替え版）
クレンツ校長
声 - グレイ・デリスル / 不明（日本語吹き替え版）
グズマン
声 - カルロス・アラズラキ / 不明（日本語吹き替え版）
トレブ
声 - エリック・バウザ / 不明（日本語吹き替え版）
アンジェラ
声 - ジェンテル・ホーキンス / 佐倉薫（日本語吹き替え版）
マーカス
声 - アサンテ・ジョーンズ / 不明（日本語吹き替え版）
アンソニー
声 - A.J.ベックルズ / 不明（日本語吹き替え版）
デール
声 - JP・カーリアック / 不明（日本語吹き替え版）
デヴ
声 - カイル・マッカーリー / 宮瀬尚也（日本語吹き替え版）
ウィン・ハーパー
声 - アイリス・メナス / 不明（日本語吹き替え版）
フレッド
声 - マーカス・モンゴメリー / 不明（日本語吹き替え版）
ジャスミン
声 - メルク・グエン / 砂田理子（日本語吹き替え版）
クッキー
声 - ジェネル・リン・ランドール / 不明（日本語吹き替え版）
ティナ
声 - ドーン・ルイス / 不明（日本語吹き替え版）

## エピソード
| 話数 | サブタイトル           | 原題                                      | 放送日                                       |
| ---- | ---------------------- | ----------------------------------------- | -------------------------------------------- |
| 1    | 空を飛ぶ               | Fly                                       | 2024年 5月17日（先行放送） 5月20日（本放送） |
| 2    | 魔法違反は禁止         | The Department of Magical Violations      | 5月21日                                      |
| 2    | 先生の仲良し           | Teacher's Pal                             | 5月22日                                      |
| 3    | キョウリュウ現る       | A Dinosaur in Dimmadelphia                | 5月23日                                      |
| 3    | こわいもの知らず       | Fearless                                  | 5月27日                                      |
| 4    | 五つ星ホテル           | The Wellsington Hotellsington             | 5月28日                                      |
| 4    | 1500分間の名声         | 1500 Minutes of Fame                      | 5月29日                                      |
| 5    | プディング食べ放題     | 28 Puddings Later                         | 5月30日                                      |
| 5    | イキイキ元気なヘアーに | Trial and Hair-ror                        | 6月3日                                       |
| 6    | ヘンテコな科学         | Weird Science                             | 6月4日                                       |
| 6    | ミステリーはおまかせ   | Mystery She Wished                        | 6月5日                                       |
| 7    | 事実は小説より奇なり   | Prime Meridian Love                       | 6月6日                                       |
| 7    | 愛しのごみ箱           | Stanky Danky                              | 6月10日                                      |
| 8    | 平和のピザ             | Peace of Pizza                            | 6月11日                                      |
| 8    | 昨日の敵は今日の友     | A New Dev-elopment                        | 6月12日                                      |
| 9    | クッキー、法廷へ       | Cookie's Court                            | 6月13日                                      |
| 9    | キャリアウーマン       | Work Her Magic                            | 7月23日                                      |
| 10   | 新たなる希望           | Lost and Founder's Day                    | 7月22日                                      |
| 11   |                        | Crock to the Future                       | 7月23日                                      |
| 11   |                        | Battle of the Dimmsonian                  | 7月24日                                      |
| 12   |                        | Patty Possum's Party Playground           | 7月24日                                      |
| 12   |                        | A Date to Remember                        | 7月25日                                      |
| 13   |                        | Lost in Fairy World                       | 7月25日                                      |
| 13   |                        | The Treble with Rivals                    | 7月29日                                      |
| 14   |                        | Rattleconda Racers                        | 7月29日                                      |
| 14   |                        | Dig a Little Deeper                       | 7月30日                                      |
| 15   |                        | Operation: Birthday Takeback              | 7月31日                                      |
| 16   |                        | Potazel, Potahzel                         | 7月30日                                      |
| 16   |                        | The Haunting of Wells House               | 8月1日                                       |
| 17   |                        | Best of Luck                              | 8月1日                                       |
| 17   |                        | Hazel Wells and the Multiverse of Jenkins | 8月5日                                       |
| 18   |                        | Growing Pains                             | 8月5日                                       |
| 18   |                        | Fairy for a Day                           | 8月6日                                       |
| 19   |                        | Stuck in My Head                          | 8月6日                                       |
| 19   |                        | Mind the Gap                              | 8月7日                                       |
| 20   |                        | The Battle of Big Wand                    | 8月8日                                       |